# Matematica ricreativa

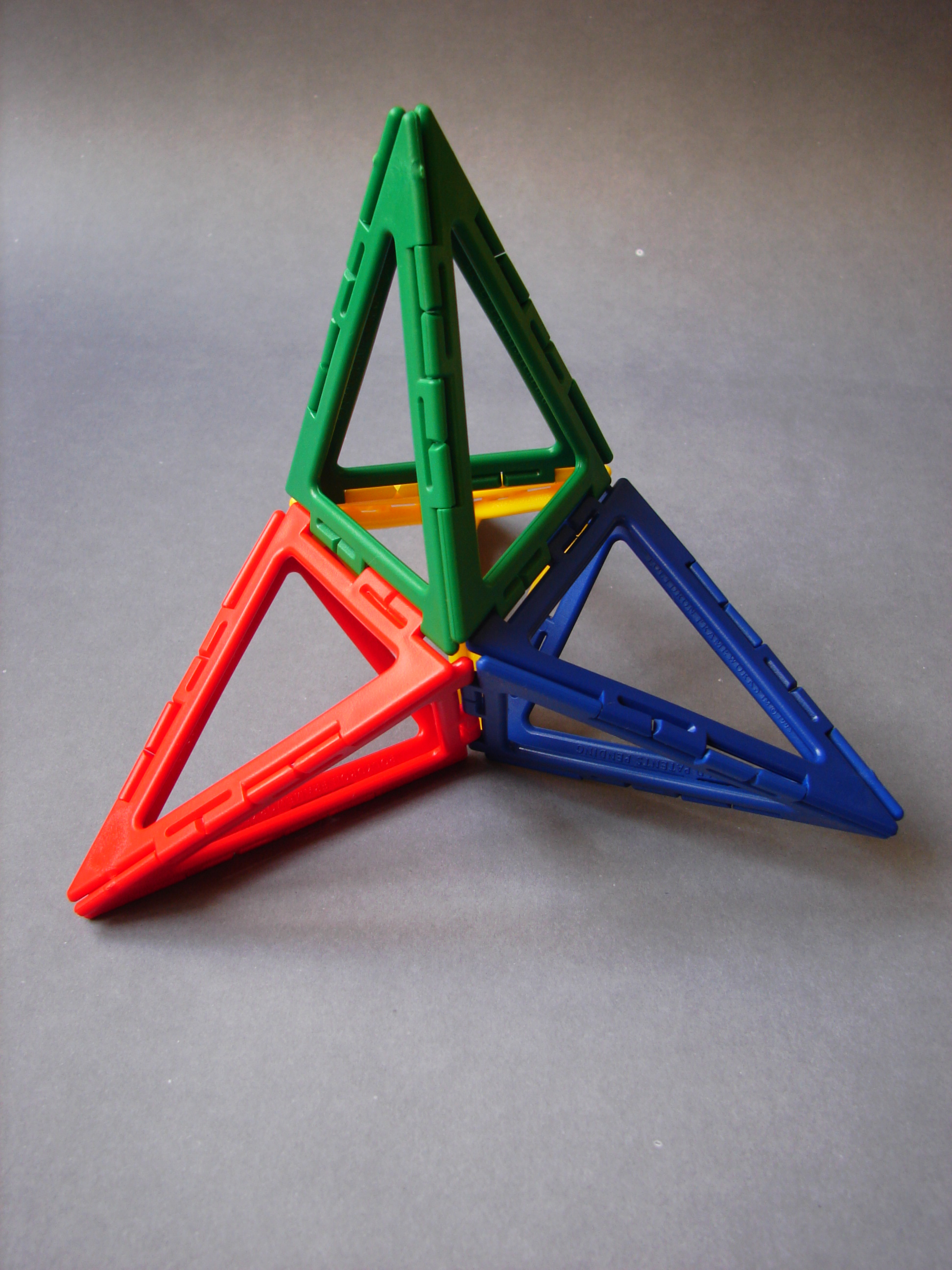
Spesso giocattoli matematici per i più piccoli riguardano poliedri da scomporre in più pezzi

La matematica ricreativa riguarda attività che sono praticate con un preciso fine di divertimento personale e che sono rivolte ad oggetti con contenuti matematici di rilievo, anche se spesso non esplicitato. Essa si occupa primariamente di giochi matematici di tanti tipi, ma estende i propri interessi anche a questioni come le soluzioni di rompicapo che richiedono ragionamenti deduttivi e ad aree come la logica matematica e la pedagogia della matematica. Alcuni dei più interessanti problemi di questo campo non richiedono conoscenze della matematica avanzata.
Questo argomento può toccare anche problemi come l'estetica della matematica, e può occuparsi di storie divertenti, curiose o peculiari di oggetti e persone della matematica. La matematica ricreativa comprende l'osservazione di configurazioni matematiche come i quadrati magici e i frattali, questi ultimi con l'aiuto di strumenti di computer grafica.
Le maggiori potenzialità della matematica ricreativa consistono nello stimolare certe abilità matematiche, nell'avvicinare in modo piacevole allo studio della matematica facendo superare la fama della matematica come conoscenza pedante e accessibile a pochi. Inoltre va ricordato che la matematica ricreativa ha contribuito alla nascita di interi settori della matematica: basti pensare al ruolo dei giochi d'azzardo per la nascita della teoria della probabilità nel XVII secolo e ai giochi di strategia come ispiratori dello sviluppo della teoria dei giochi nel XX secolo.
La pubblicazione più importante di questo campo era il Journal of Recreational Mathematics (la rivista è stata sospesa nel 2014).
Alla matematica ricreativa hanno contribuito molti matematici importanti ed anche eminenti: 
- John Horton Conway
- H. S. M. Coxeter
- Henry Dudeney
- Martin Gardner, titolare per molti anni della influente rubrica Mathematical Games sul periodico Scientific American
- Piet Hein
- Douglas Hofstadter
- Jean Leurechon
- Sam Loyd
- Clifford A. Pickover, autore di molti libri di matematica ricreativa
- Walter William Rouse Ball
- David Singmaster
- Raymond Smullyan

## Elenco parziale di opere di matematica ricreativa
I testi sulla matematica ricreativa tendenzialmente afferiscono alle sezioni 00A08 e 97A20 dello schema di classificazione Mathematics Subject Classification (MSC).
- Martin Gardner (1986): Entertaining Mathematical Puzzles, Dover, ISBN 0-486-25211-6
- Martin Gardner (1994): My Best Mathematical and Logic Puzzles, Dover, ISBN 0-486-28152-3
- Martin Gardner (2001): A Gardner's Workout: Training the Mind and Entertaining the Spirit, A. K. Peters, ISBN 1-56881-120-9
- Elwyn Ralph Berlekamp, John H. Conway, Richard K. Guy (2001): Winning Ways for your Mathematical Plays Vol. I, 2nd ed., A. K. Peters, ISBN 1-56881-130-6
- Elwyn Ralph Berlekamp, John H. Conway, Richard K. Guy (2003): Winning Ways for your Mathematical Plays Vol. II, 2nd ed., A. K. Peters, ISBN 1-56881-144-6
- Walter William Rouse Ball, Mathematical Recreations and Essays (prima ed. 1892; successive con H.S.M. Coxeter)
- Raymond Smullyan (2013): The Godelian Puzzle Book: Puzzles, Paradoxes and Proofs, Dover, ISBN 0-486-49705-4

### In italiano
- Italo Ghersi, Matematica dilettevole e curiosa, Ulrico Hoelpi, Milano, 1913 (e successive edizioni).
- Raymond Smullyan, Qual è il titolo di questo libro? (1985), Zanichelli, Bologna, ISBN 8-808-05422-5
- Raymond Smullyan, Donna o tigre? E altri indovinelli logici (1986), Zanichelli, Bologna, ISBN 8-808-06008-X
- Martin Gardner, Carnevale matematico, Zanichelli, Bologna
- Martin Gardner, Enigmi e giochi matematici, "Enciclopedie pratiche", Sansoni, Firenze (Voll. 1-4)
- Martin Gardner, Show di magia matematica, Zanichelli, Bologna
- Sam Loyd, Passatempi matematici, Sansoni Firenze (Mathematical Challenges, - National Council of Teachers of Mathematics)